# إيغور لوزكوفسكي
إيغور لوزكوفسكي (18 مارس 1938 – 14 سبتمبر 2000) هو سبّاح من الاتحاد السوفيتي راحل، مثّل بلاده في الألعاب الأولمبية الصيفية 1960.

## روابط خارجية
إيغور لوزكوفسكي على موقع الاتحاد الدولي للسباحة (الإنجليزية)
- إيغور لوزكوفسكي على موقع اللجنة الأولمبية الدولية (الإنجليزية)
- إيغور لوزكوفسكي على موقع أوليمبيديا (الإنجليزية)